# Bacillus (insetti)
Bacillus Le Peletier de Saint Fargeau & Serville, 1827 è un genere di insetti fasmoidei della famiglia dei Bacillidi.

## Tassonomia
Comprende le seguenti specie:
- Bacillus atticus Brunner, 1882
- Bacillus grandii Nascetti & Bullini, 1982
- Bacillus inermis (Thunberg, 1815)
- Bacillus lynceorum Bullini, Nascetti & Bianchi Bullini, 1983
- Bacillus rossius Rossi, 1788
- Bacillus whitei Nascetti & Bullini, 1982